# Хосе Баркеро
Хосе Хав'єр Баркеро (ісп. José Javier Barkero; нар. 27 квітня 1979, Аречабалета) — іспанський футболіст, що грав на позиції півзахисника.

## Клубна кар'єра
Народився 27 квітня 1979 року в місті Аречабалета. Розпочав займатись у рідному місті, а 1991 року потрапив до академії клубу «Реал Сосьєдад». З сезону 1996/97 став виступати за дублюючу команду «Реал Сосьєдад Б», в якій провів три сезони, взявши участь у 96 матчах чемпіонату.
25 жовтня 1998 року Баркеро дебютував за першу команду у матч Ла Ліги проти «Реалу Вальядолід», замінивши Хав'єра де Педро. Цей матч так і залишився єдиним для гравця у сезоні 1998/99, а у наступному молодий бакс зіграв лише у 8 іграх (2 у старті), тому влітку 2000 року для отримання ігрової практики Хосе був відправлений у французьку «Тулузу». Однак і тут закріпитись Баркеро не зміг і до кінця року зіграв лише у 3 матчах Ліги 1, тому гравця достроково у січні було відкликано з оренди у другу половину сезону він провів у другому дивізіоні Іспанії в «Ейбарі». Тут Хосе зміг заграти і провів 20 ігор в основі (21 гру загалом) за пів сезону і забив 3 голи.
Перед сезоном 2001/02 років Баркеро знову повернувся до «Реалу Сосьєдад». За його відсутності з молодіжної команди був взяти перспективний Ігор Габілондо, який теж як і Баркеро виступав лівим півзахисником і навіть забрав номер 17. Тому Хосе змушений був обрати собі новий номер, 20, але вкотре закріпитись у рідній команді не зумів. Тому у січні, другий рік поспіль, Баркеро був відданий до кінця сезону в оренду в «Ейбар», де він знову став важливим гравцем команди. Через декілька років гравець стверджував, що час перебування в «Ейбарі» дозволив йому навчитися тактиці та відданості команді і що це допомогло загартувати його.
Сезон 2002/03 Баркеро знову провів у рідному «Реал Сосьєдаді», провів чудову кампанію і боровся за титул чемпіонат до останнього дня і фінішував на другому місці. Баркеро залишався дублером Де Педро і зіграв лише 12 ігор у цьому сезоні (11 у чемпіонаті та 1 у Кубку), починаючи у старті лише 5 ігор. У сезоні 2003/04 Баркеро дебютував у Лізі чемпіонів УЄФА, вийшовши у дебютній грі свого клубу проти «Олімпіакоса» (1:0) на стадіоні «Аноета» в Сан-Себастьяні. Незважаючи на цей дебют, Баркеро програв конкуренцію не лише де Педро, а й Габілондо, тому за пів року зіграв лише у 6 іграх і в січні по традиції знову був відданий в оренду в клуб Сегунди, на цей раз у «Полідепортіво», за яку зіграв 20 ігор.
Повернувшись 2004 року до рідного «Реалу Сосьєдад», Баркеро отримав черговий шанс завдяки трансферу Хав'єра де Педро до "Перуджі". Проте Баркеро було вже 25 років, і вічно перспективний гравець все ніяк не міг виправдати аванси. Незважаючи на те, що у сезонах 2004/05 та 2005/06 років він провів більше матчів за рідну команду ніж раніше, і в цих сезонах було проведено 15 та 17 матчів відповідно, кількість їх була далеко не такою, щоб стати основним гравцем. У 2006 році контракт з Баркеро закінчився і клуб вирішив не продовжувати його, відпустивши гравця на правах вільного агента. Загалом Баркеро зіграв за рідну команду 71 гру і забив 7 голів протягом 7 сезонів.
2006 року уклав контракт з клубом Сегунди «Альбасете», у складі якого провів наступні два роки своєї кар'єри гравця. Більшість часу, проведеного у складі «Альбасете», був основним гравцем команди, а у сезоні 2007/08 забив 11 голів за клуб.
В результаті у липні 2008 року Баркеро отримав шанс повернутись до Ла Ліги, ставши гравцем вищого дивізіону клубу «Нумансії». У клубі Баркеро став одним із лідерів і з 12 голами став найкращим бомбардиром клубу, але не зумів врятувати команду від вильоту і наступні два сезони провів з нею у Сегунді.
Після цього у 2011—2013 роках Баркеро провів свої два останні сезони у вищому іспанському дивізіоні, граючи за «Леванте». 13 квітня 2013 року «Леванте» програв вдома 0:4 «Депортіво» (Ла-Корунья), яке займало місце у зоні вильоту, після чого Баркеро звинуватив свій товаришів по команді Серхіо Бальєстероса (капітан команди), Хуанфрана, Густаво Мунуа і Хуанлу у здачі матчу. Хоча згодом Баркеро публічно вибачився перед своїми партнерам через кілька днів, відкинувши свої звинувачення, заява спонукала Футбольну лігу відкрити офіційне розслідування для вивчення можливості договірного матчу. Не чекаючи думки LFP, «Леванте» вирішив закрити справу і наприкінці сезону він розірвав контракти з Хуанлу та Бальєстеросом і не поновив контракт з Муну. З гравців, причетних до скандалу, у складі «Леванте» залишився лише Хуанфран. Баркеро, чиї стосунки зі своїми товаришами по команді були затьмарені цим інцидентом, теж змушений був покинути клуб. Загалом у Ла Лізі за кар'єру Баркеро провів 159 ігор і забив 30 голів.
Влітку 2013 року Баркеро на правах вільного агента перейшов до клубу «Реал Сарагоса» з Сегунди. У першому сезоні у складі сарагоського «Реала» здебільшого виходив на поле в основному складі команди, а клуб був одним з претендентів на підвищення у класі, втім провів невдалий сезон і став лише 14-им. Після цієї невдачі у клубу почались економічні проблеми і він вирішив відмовитись від Баркеро, головним чином через його зарплату, найвищу серед гравців, близько 400 000 євро. Гравець і клуб домовились про розірвання контракту. Надалі півзахисник намагався знайти собі нову команду, але так і не знайшовши, у лютому 2015 року оголосив про завершення ігрової кар'єри.

## Виступи за збірні
1997 року дебютував у складі юнацької збірної Іспанії (U-18). З командою до 20 років поїхав на молодіжний чемпіонат світу 1999 року, де забив два голи, включаючи голі у фіналі, а Іспанія вперше у своїй історії здобула золоті медалі чемпіонату. Загалом на юнацькому рівні взяв участь у 20 іграх, відзначившись 5 забитими голами.
Протягом 1999—2000 років залучався до складу молодіжної збірної Іспанії до 21 року. На молодіжному рівні зіграв у 2 офіційних матчах.

## Статистика
| Сезон                       | Клуб                        | Дивізіон                    | Чемпіонат | Чемпіонат | Кубок | Кубок | Єврокубки | Єврокубки | Всього | Всього |
| Сезон                       | Клуб                        | Дивізіон                    | Ігор      | Голів     | Ігор  | Голів | Ігор      | Голів     | Ігор   | Голів  |
| --------------------------- | --------------------------- | --------------------------- | --------- | --------- | ----- | ----- | --------- | --------- | ------ | ------ |
| 1996/97                     | Реал Сосьєдад Б             | Сегунда Дивізіон Б          | 32        | 4         | -     | -     | -         | -         | 32     | 4      |
| 1997/98                     | Реал Сосьєдад Б             | Терсера Дивізіон            | 36 + 6    | 8 + 1     | 0 + 2 | 0     | -         | -         | 44     | 9      |
| 1998/99                     | Реал Сосьєдад Б             | Терсера Дивізіон            | 28 + 6    | 16 + 3    | -     | -     | -         | -         | 34     | 19     |
| 1998/99                     | Реал Сосьєдад               | Ла-Ліга                     | 1         | 0         | 0     | 0     | 0         | 0         | 1      | 0      |
| Всього за «Реал Сосьєдад Б» | Всього за «Реал Сосьєдад Б» | Всього за «Реал Сосьєдад Б» | 96 + 12   | 28 + 4    | 0 + 2 | 0     | -         | -         | 110    | 32     |
| 1999/00                     | Реал Сосьєдад               | Ла-Ліга                     | 6         | 1         | 2     | 0     | -         | -         | 8      | 1      |
| 2000/01                     | Тулуза                      | Ліга 1                      | 3         | 0         | 0     | 0     | -         | -         | 3      | 0      |
| 2000/01                     | Ейбар                       | Сегунда Дивізіон            | 21        | 3         | 0     | 0     | -         | -         | 21     | 3      |
| 2001/02                     | Реал Сосьєдад               | Ла-Ліга                     | 11        | 0         | 1     | 0     | -         | -         | 12     | 0      |
| 2001/02                     | Ейбар                       | Сегунда Дивізіон            | 20        | 3         | 0     | 0     | -         | -         | 20     | 3      |
| 2002/03                     | Реал Сосьєдад               | Ла-Ліга                     | 11        | 0         | 1     | 0     | -         | -         | 12     | 0      |
| 2003/04                     | Реал Сосьєдад               | Ла-Ліга                     | 3         | 0         | 2     | 1     | 1         | 0         | 6      | 1      |
| 2003/04                     | Полідепортіво               | Сегунда Дивізіон            | 20        | 0         | 0     | 0     | -         | -         | 20     | 0      |
| 2004/05                     | Реал Сосьєдад               | Ла-Ліга                     | 13        | 3         | 2     | 0     | -         | -         | 15     | 3      |
| 2005/06                     | Реал Сосьєдад               | Ла-Ліга                     | 17        | 2         | 0     | 0     | -         | -         | 17     | 2      |
| Усього за «Реал Сосьєдад»   | Усього за «Реал Сосьєдад»   | Усього за «Реал Сосьєдад»   | 62        | 6         | 8     | 1     | 1         | 0         | 71     | 7      |
| 2006/07                     | Альбасете                   | Сегунда Дивізіон            | 26        | 2         | 1     | 0     | -         | -         | 27     | 2      |
| 2007/08                     | Альбасете                   | Сегунда Дивізіон            | 40        | 11        | 2     | 0     | -         | -         | 42     | 11     |
| Усього за «Альбасете»       | Усього за «Альбасете»       | Усього за «Альбасете»       | 66        | 13        | 3     | 0     | -         | -         | 69     | 13     |
| 2008/09                     | Нумансія                    | Ла-Ліга                     | 37        | 12        | 0     | 0     | -         | -         | 37     | 12     |
| 2009/10                     | Нумансія                    | Сегунда Дивізіон            | 38        | 6         | 0     | 0     | -         | -         | 38     | 6      |
| 2010/11                     | Нумансія                    | Сегунда Дивізіон            | 39        | 15        | 1     | 0     | -         | -         | 40     | 15     |
| Усього за «Нумансію»        | Усього за «Нумансію»        | Усього за «Нумансію»        | 114       | 33        | 1     | 0     | -         | -         | 115    | 33     |
| 2011/12                     | Леванте (футбольний клуб)   | Ла-Ліга                     | 32        | 7         | 4     | 1     | -         | -         | 36     | 8      |
| 2012/13                     | Леванте (футбольний клуб)   | Ла-Ліга                     | 28        | 5         | 0     | 0     | 11        | 1         | 39     | 6      |
| Total Levante               | Total Levante               | Total Levante               | 60        | 12        | 4     | 1     | 11        | 1         | 75     | 14     |
| 2013/14                     | Реал Сарагоса               | Сегунда Дивізіон            | 29        | 3         | 1     | 0     | -         | -         | 30     | 3      |
| 2014/15                     | Реал Сарагоса               | Сегунда Дивізіон            | 0         | 0         | 0     | 0     | -         | -         | 0      | 0      |
| Усього за «Сарагосу»        | Усього за «Сарагосу»        | Усього за «Сарагосу»        | 29        | ! 3       | ! 1   | ! 0   | ! —       | —         | 30     | ! 3    |
| Всього у вищому дивізіоні   | Всього у вищому дивізіоні   | Всього у вищому дивізіоні   | 162       | 30        | 16    | 2     | 12        | 1         | 190    | 33     |

## Титули і досягнення
- Чемпіон світу (U-20): 1999